# 毛柱马缨花
毛柱马缨花（学名：Rhododendron delavayi var. pilostylum）为杜鹃花科杜鹃花属下的一个变种。

## 扩展阅读
- 維基物種上的相關：毛柱马缨花